# Luis Enrique Mendoza
Luis Enrique Mendoza (* 7. April 1965 in Kolumbien) ist ein ehemaliger kolumbianischer Boxer im Superbantamgewicht. Er wurde von Amilcar Brusa trainiert.

## Profi
Am 1. März 1985 gab er erfolgreich sein Profidebüt. Am 11. September 1990 wurde er Weltmeister der WBA, als er Rubén Darío Palacios durch technischen K. o. in Runde 3 bezwang. Diesen Gürtel verteidigte er insgesamt viermal in Folge und verlor ihn im Oktober 1991 an Raúl Pérez durch geteilte Punktrichterentscheidung.
Im Jahre 1998 beendete er seine Karriere.